# ToonMarty
ToonMarty é uma série de desenho animado produzida pela Sardine Productions. A série estreou no dia 25 de setembro de 2016, em Reino Unido e tambem estreou no dia 15 de novembro de 2016 em Estados Unidos, pelo canals Nickelodeon e Nicktoons ou seja a serie estreou no dia 1 de maio de 2017 em Canadá pelo canal Teletoon. A série estreou no Brasil, dia 06 de maio de 2017, pela Nickelodeon Brasil. Em Portugal, é exibido pelo Nickelodeon Portugal.
Na história, Marty é um empregado que vive criando problemas, a começar que acredita que a loja em que trabalha, a ToonMart, foi nomeada em sua homenagem. A partir daí, está  sempre se metendo onde não é chamado, vivendo a vida como um verdadeiro desenho animado.

## Sinopse
Marty é um garoto de 12 anos vivem aventuras malucas e enfrentam problemas ao lado do seus amigos Burnie e a Holly pela supervisão pelo chefe de Marty , Jack

## Personagens
- Marty é um menino de 12 anos e empregado de Jack.
- Holly uma robô feminina.
- Burnie o amigo de Marty e heroi.
- Jack é um chefe de Marty.

### Personagens recorrentes
- Suki é uma garota anime e interesse amoroso de Marty.
- Hobo Jeb é um caipira e cidadao de toonville.
- Carly é uma pequena gatinha de 4 anos.
- Super Simon é um super herói de Toonville.
- Burnaton é um pai de Burnie e vilão.
- Chef é um cozinheiro que persegue Chicken.
- Chicken é uma galinha.
- Giselda é uma bruxa de Toonville.
- Punchy mcnuckles é um valentão de Toonville.
- Lenny é um banco falante.
- Dr. Smarty Pants é um médico macaco.

## Dubladores
| Personagem | Dublagem Original (Canadá) | Dublagem Mexicana (México) | Dublagem Espanhola (España) | Dublagem Brasileira (Brasil) | Dobragem Portuguesa (Portugal) |
| ---------- | -------------------------- | -------------------------- | --------------------------- | ---------------------------- | ------------------------------ |
| Marty      | Brian Froud                | Arturo Castañeda           | Salvi Garrido               | Daniel Machline              | Pedro Leitão                   |
| Burnie     | Mike Paterson              | Alan Fernando Velázquez    | —                           | Silvio Gonzalez              | Gonçalo Carvalho               |
| Holly      | Erin Agostino              | —                          | —                           | Nica Nogueira                | Ana Sofia Gonçalves            |
| Jack       | Brett Schaenfield          | —                          | —                           | Rafael Schubert              | Nelson Raposo                  |
| Suki       |                            |                            |                             | Rebéca Joia                  | Bárbara Lourenço               |
| Carly      |                            |                            |                             | Christiane Monteiro          |                                |
| Burnatron  |                            |                            |                             | Filipe Albuquerque           | Michel Simeão                  |
| SuperSimon |                            |                            |                             | Josué Farias                 | Michel Simeão                  |
|            |                            |                            |                             |                              | Ricardo Monteiro               |

- Vozes adicionais: Cafi Ballousier, Daniel Coutinho, Luisa Palomanes, Renato Brito, Vinicius Barros e Wirley Contaifer
- Direção de dublagem: Sergio Muniz
- Tradução: Luiz Souza
- Estúdio: Tecniart Studios

## Lista de episódios de ToonMarty

### Primeira Temporada
| Número | Título original                   | Título brasileiro              | Estreia no Reino Unido  | Estreia no Estados Unidos | Estreia no Canadá  | Estreia no Brasil      |
| ------ | --------------------------------- | ------------------------------ | ----------------------- | ------------------------- | ------------------ | ---------------------- |
| 1a     | Moonlighting Mart                 | O Segundo Emprego do Marty     | 25 de setembro de 2016  | 15 de novembro de 2016    | 1 de maio de 2017  | 6 de maio de 2017      |
| 1b     | Awful Waffle                      | Tá Tudo Waffle                 | 25 de setembro de 2016  | 16 de novembro de 2016    | 1 de maio de 2017  | 6 de maio de 2017      |
| 2a     | Billboard Boy                     | O Garoto Propaganda            | 1 de outubro de 2016    | 17 de novembro de 2016    | 2 de maio de 2017  | 13 de maio de 2017     |
| 2b     | Marty's Zit                       | A espinha do Marty             | 1 de outubro de 2016    | 18 de novembro de 2016    | 2 de maio de 2017  | 13 de maio de 2017     |
| 3a     | Where There's Smoke There's Marty | Onde Há Fumaça, Há Marty       | 8 de outubro de 2016    | 19 de novembro de 2016    | 3 de maio de 2017  | 20 de maio de 2017     |
| 3b     | Chicken Fricassee                 | Fricasse de Galinha            | 8 de outubro de 2016    | 20 de novembro de 2016    | 3 de maio de 2017  | 20 de maio de 2017     |
| 4a     | Toonsgiving Day Parade            | Desfile de Ação de Toon        | 15 de outubro de 2016   | 21 de novembro de 2016    | 4 de maio de 2017  | 27 de maio de 2017     |
| 4b     | Rest in Pieces                    | A Criação do Marty             | 15 de outubro de 2016   | 22 de novembro de 2016    | 4 de maio de 2017  | 27 de maio de 2017     |
| 5a     | The No-Toon Bro Zone              | Espaço dos Amigões             | 20 de outubro de 2016   | 23 de novembro de 2016    | 5 de maio de 2017  | 3 de junho de 2017     |
| 5b     | You're It!                        | Tá Com Você                    | 20 de outubro de 2016   | 30 de novembro de 2016    | 5 de maio de 2017  | 3 de junho de 2017     |
| 6a     | Candy Cute                        | Ela é um Doce                  | 15 de novembro de 2016  | 6 de dezembro de 2016     | 8 de maio de 2017  | 10 de junho de 2017    |
| 6b     | Were-Poodle                       | Lobo-Poodle                    | 15 de novembro de 2016  | 6 de dezembro de 2016     | 8 de maio de 2017  | 10 de junho de 2017    |
| 7a     | 15 Minutes to Save the World      | 15 Minutos para Salvar o Mundo | 12 de dezembro de 2016  | 19 de dezembro de 2016    | 9 de maio de 2017  | 22 de setembro de 2017 |
| 7b     | Spare Parts                       | Partes Separadas               | 12 de dezembro de 2016  | 19 de dezembro de 2016    | 9 de maio de 2017  | 22 de setembro de 2017 |
| 8a     | The Suit Makes the Super Hero     | É a Roupa Que Faz o Herói      | 16 de janeiro de 2017   | 24 de janeiro de 2017     | 2 de maio de 2017  | 23 de setembro de 2017 |
| 8b     | Marty's Bright Idea               | A Grande Ideia do Marty        | 16 de janeiro de 2017   | 24 de janeiro de 2017     | 10 de maio de 2017 | 23 de setembro de 2017 |
| 9a     | The Barber of Toonville           | O Barbeiro de Toonville        | 30 de janeiro de 2017   | 10 de fevereiro de 2017   | 11 de maio de 2017 | 24 de setembro de 2017 |
| 9b     | The Choice Apple                  | A Maçã da Escolha              | 30 de janeiro de 2017   | 24 de fevereiro de 2017   | 11 de maio de 2017 | 24 de setembro de 2017 |
| 10a    | Toonscout Marty                   | Escoteiro Marty                | 17 de fevereiro de 2017 | 1 de março de 2017        | 12 de maio de 2017 | 25 de setembro de 2017 |
| 10b    | Batteries Included                | Baterias Incluidas             | 24 de fevereiro de 2017 | 8 de março de 2017        | 12 de maio de 2017 | 25 de setembro de 2017 |